# Henning Odencrantz
Henning Odencrantz (i riksdagen kallad Odencrantz i Jönköping), född 19 februari 1853 i Ljungarum, död 19 januari 1900 i Jönköping, hovrättsassessor och politiker. Han var son till hovrättsnotarien Hartwig Odencrantz och Jacquette Gyllenhaal född i adelsätten Gyllenhaal af Härlingstorp samt måg till John von Sydow.
Odencrantz var assessor i Göta hovrätt. Han var ledamot av riksdagens andra kammare 1897–1900 för Jönköpings stads valkrets.